# Tiia-Ester Loitme
Tiia-Ester Loitme (née le 19 décembre 1933) est une cheffe de chœur et pédagogue estonienne.

## Biographie
Tiia-Ester Loitme est diplômée en 1965 du conservatoire d'État de Tallinn dans la classe de direction d'orchestre de Gustav Ernesaks.
En 1970, elle commence à travailler comme chef à côté de Heino Kaljuste pour le chœur de jeunes filles Ellerhein. 
Elle travaille en même temps au collège anglophone de Tallinn (et) en tant que professeur de musique et dirige la chorale de l'école.
Entre 1975 et 1981, elle travaille comme chargée de cours au conservatoire d'État de Tallinn, et à partir de 1980 au conservatoire Tchaïkovski de Moscou.
Tiia-Ester Loitme a remporté plusieurs concours internationaux avec son chœur de jeunes filles, et a été directrice de l'école d'Estonie des chorales d'enfants et des festivals pour chansons pour enfants.

## Prix
- 1995 Prix Gustav Ernesaksa de musique chorale
- 1997 Médaille de l'Ordre de l'Étoile blanche d'Estonie de 3e classe
- 1998 Ordre du mérite de la ville de Tallinn
- 1999  Femme de l'année
- 2002 Aasta Õpetaja (Enseignant de l'année)
- 2002 Hea Õpetaja (Un bon professeur)
- 2002 Citoyen d'honneur de la ville de Tallinn
- 2003 Heino Kaljuste nimeline stipendium
- 2003 Kultuurkapitali aastapreemia (Prix de la culture)
- 2004 Grammy Award
- 2005 Ordre de l'Étoile blanche d'Estonie de classe III
- 2008 Ordre du Soleil levant au Japon
- 2008 Musicien de l'année